# Walter Cronkite

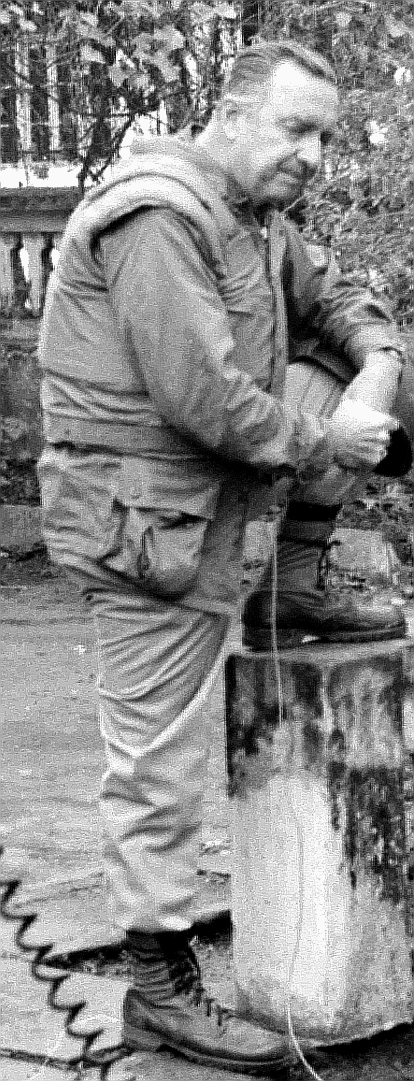
Cronkite no Vietname, em 1968.

Walter Leland Cronkite Jr. (St. Joseph—MO, 4 de novembro de 1916 — Nova Iorque—NY, 17 de julho de 2009) foi um famoso jornalista e âncora de Televisão americano, que apresentou o principal jornal da rede CBS (CBS Evening News) por 19 anos, entre 1962 e 1981.
Foi citado em diversas pesquisa de opinião como o homem com mais credibilidade nos Estados Unidos e suas coberturas jornalísticas da chegada do homem à Lua e sobre a Guerra do Vietnã são muito comentadas. Walter Cronkite iniciou-se no jornalismo na década de 1930, trabalhando para as agências Scripps-Howard e United Press.
Durante a Segunda Guerra Mundial Cronkite acompanhou o exército norte-americano no desembarque na Normandia e sobrevoou a Alemanha durante os bombardeamentos aéreos. Foi também chefe da delegação da United Press em Moscou, antes de ceder aos encantos da televisão em 1950. No fim da década de 60 Cronkite desempenhou um papel crucial ao virar a opinião pública norte-americana contra a guerra no Vietname.
Em 1972, uma sondagem de opinião considerou-o como o "homem que inspira mais confiança à América", mais do que qualquer político, dirigente religioso ou herói desportivo. Terminava cada noticiário com a frase: "And that’s the way it is".
Cronkite morreu aos 92 anos após longa luta contra uma doença vascular.

## Curiosidades
A 22 de novembro de 1963, Walter Cronkite conduziu a emissão da CBS diretamente a partir da redação para informar o público norte-americano do assassínio de John F. Kennedy.
Em meados da década de 1980 a NASA considerou a possibilidade de enviar um repórter em uma missão a bordo de um ônibus espacial. O nome de Walter Cronkite foi considerado como uma dos candidatos, apesar de ele já ser um sexagenário na época, por ser um repórter muito popular em seu país. Contudo, a ideia de se enviar um jornalista ao espaço foi abandonada após a tragédia da nave Challenger, em 1986, quando a NASA decidiu não mais colocar não-astronautas em suas naves.
Foi um grande apaixonado pelo Radioamadorismo. Chegou a gravar um video para a ARRL (Associação dos Radioamadores Americanos), falando sobre a importância desta atividade, como sendo o melhor sistema redundante de comunicações do mundo. Ele foi detentor do prefixo KB2GSD.